# Oscar Dietz
Oscar Dietz é um ator dinamarquês mais conhecido pelos 2 filmes do Garoto Formiga sendo eles o filme de 2013, e AntBoy: Den Røde Furies hævn, interpretando o herói Pelle Nørhmann/Garoto-Formiga. Ele também já fez trabalhos no teatro e dublou a animação Mr. Peabody and Sherman para a língua dinamarquesa.

## Filmografia
- AntBoy - voz
- AntBoy - Pelle Nørhmann / Garoto-Formiga
- Mr. Peabody and Sherman - Sherman (voz, língua dinamarquêsa)
- AntBoy: Den Røde Furies hævn - Pelle Nørhmann / Garoto-Formiga

## Ligações Externas
- Oscar Dietz no IMDb
- Oscar Dietz no AdoroCinema